# Football and Athletic Club
Pour les articles homonymes, voir América Futebol Clube.
Le Football and Athletic Club était un club de football fondé le 27 juin 1904 basé dans la zone nord de la ville de Rio de Janeiro, au Brésil. 
Sur une initiative des dirigeants l'Athletic, les clubs de Fluminense, Botafogo, Bangu, Payssandu et Rio Cricket, fondèrent la ligue métropolitaine de football, qui organisa le premier championnat de Rio de Janeiro de football en 1906. L'Athletic termina en dernière position du championnat.
En crise, le club change de nom en 1907 pour devenir l'Associação Athletica Internacional. Une nouvelle mauvaise campagne lui vaut d'être évincé du championnat. La plupart de ses membres se dirigent alors vers l'América Football Club, club du même quartier alors en pleine ascension. Il continua de disputer quelques matches amicaux et ne sera définitivement dissous qu'en 1912.